# Shyne (album)
Shyne – debiutancki album belizeńskiego rapera Shyne'a. Został wydany 26 września 2000 nakładem wytwórni Bad Boy Records oraz Arista Records, a głównym producentem był P. Diddy. W czasie, gdy płyta została wydana, Shyne odbywał karę w więzieniu w związku ze strzelaniną w Nowym Jorku.
Album ten okazał się dużym sukcesem; w Billboard 200 znalazł się na 5 pozycji, a RIAA przyznała Platynę.

## Lista utworów
Źródło:
1. "Dear America" (Intro)
2. "Whatcha Gonna Do"
3. "Bang"
4. "Bad Boyz" (featuring Barrington Levy)
5. "Let Me See Your Hands"
6. "Gangsta Prayer" (interluda)
7. "The Life"
8. "It's Ok"
9. "Niggas Gonna Die"
10. "Everyday" (interluda)
11. "Bonnie & Shyne" (featuring Barrington Levy)
12. "The Hit"
13. "That's Gangsta"
14. "Spend Some Cheese"
15. "Get Out" (featuring Slim)
16. "Commission"

### Sample
Źródło:
- "That's Gangsta"
  - "Misdemeanor" - Foster Sylvers
  - "It's Funky Enough" - The D.O.C.
- "Commission"
  - "You Were Made For Me" - Luther Ingram
- "It's OK"
  - "Magic Wand" - Whodini
- "The Life"
  - "Just Memories" - Eddie Kendricks
- "Bonnie & Shyne"
  - "La Vie En Rose" - Grace Jones
- "The Hit"
  - "Todo Se Derrumbo Dentro De Mi" - Emmanuel
- "Bad Boyz"
  - "Nightclubbin'" - Grace Jones
  - "Here I Come" - Barrington Levy
- "Whatcha Gonna Do"
  - "Set It Off" - Strafe
  - "Whoa!" - Black Rob
  - Violins sampled from "Days of Pearly Spencer" - David McWilliams